# Viola (Giambattista Basile)

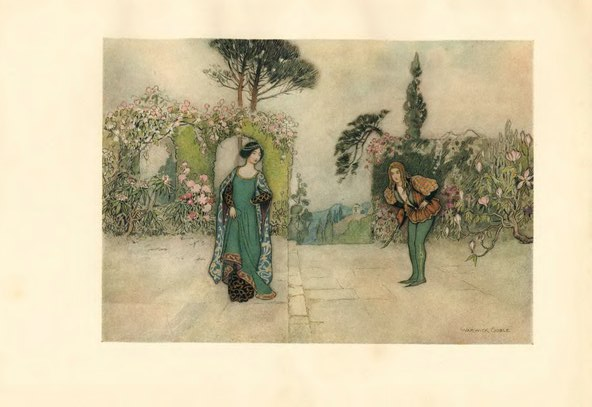
Illustration von Warwick Goble, 1911

Viola ist ein Märchen (AaTh 879). Es steht in Giambattista Basiles Sammlung Pentameron als dritte Erzählung des zweiten Tages (II,3).

## Inhalt
Die schöne Viola erwidert stets keck den Gruß des Prinzen: „Guten Tag, Herr Königssohn, was du weißt, weiß ich lange schon.“ Die zwei älteren Schwestern ärgern sich und lassen sie vom Vater zur Tante schicken. Der Prinz lässt sich von dieser in einer Kammer verstecken, aus der Viola Lineal, Garnknäuel und Schere holen muss, doch sie entwischt ihm dreimal und schneidet zur Strafe damit der Tante die Ohren ab. Unter einem Vorwand lassen die Schwestern sie an einem Strick in eines Orcos Garten steigen und lassen sie fallen. Der Orco glaubt sie aus seinem gerade gelassenen Furz gezeugt und nimmt sie als Tochter an. Der Prinz nimmt ein Zimmer daneben, zwickt sie im Schlaf und grüßt sie morgens mit ihrer nächtlichen Rede („Ach Papa, so viele Flöhe!“). Sie zahlt ihm gleiches in seinem Schlafzimmer heim („Mutter, Mutter, hilf mir doch!“). Er gibt zu, dass sie klüger ist, und heiratet sie.

## Bemerkungen
Vgl. bei Basile III,4 Die weise Liccarda. Ein Orco ist ein Unhold. Laut Rudolf Schenda ist dies die älteste bekannte Fassung einer beliebten Erzählung, die oft lange Wechselreden des Paares entwickelt. Er nennt bei Gonzenbach Nr. 35 Von der Tochter des Fürsten Cirimimminu, in Pitrès Sicilia I, Nr. 58 La grasta di lu basilicò (deutsch Der Basilikumtopf), in Pitrès Toscana, Nr. 13 La maestra, in Imbrianis Novellaja, La Stella Diana, bei De Simone II, Nr. 35 und Nr. 59 sowie 35 neue Varianten bei Cirese/Serafini. Viola heißt Veilchen. Es dient in Shakespeares Ein Sommernachtstraum als Liebestrank.